# Pygmodeon ditelum
Pygmodeon ditelum es una especie de escarabajo longicornio del género Pygmodeon, tribu Neoibidionini, subfamilia Cerambycinae. Fue descrita científicamente por Bates en 1872.
La especie se mantiene activa durante los meses de febrero, marzo y junio.

## Descripción
Mide 12,5-13,78 milímetros de longitud.

## Distribución
Se distribuye por Costa Rica, Ecuador, Nicaragua y Panamá.